# Darwin-pamparóka
A Darwin-pamparóka (Lycalopex fulvipes) kihalástól veszélyeztetett dél-amerikai kutyaféle. 

## Felfedezése
A fajt Charles Darwin fedezte fel 1834-ben világ körüli útján, amikor a Chile partjainál elterülő Chiloé-szigetekhez tartozó San Pedrón egy kíváncsi róka annyira belemerült a gyűjtést végző európaiak látványába, hogy Darwin hátulról megközelíthette és a geológuskalapácsával agyonütötte. Darwin a kontinensen előforduló Lycalopexektől különálló fajnak tartotta példányát, ennek ellenére azt az argentin pamparóka (Lycalopex griseus fulvipes) alfajaként kategorizálták. Csak a mitokondriális genetikai analízis erősítette meg, hogy valóban egy külön fajról van szó, legközelebbi rokona a dél-amerikai róka. 

## Megjelenése
A Darwin-pamparóka kis termetű kutyaféle, az akár 5–10 kg-ot is elérő argentin pamparókával ellentétben csak 2-4 kilogrammosra nő meg. Lábai is rövidebbek. Szőre sötétszürke, fején és fülein barna jelek láthatóak. A többi pamparókával nem kereszteződik.

## Elterjedése és életmódja

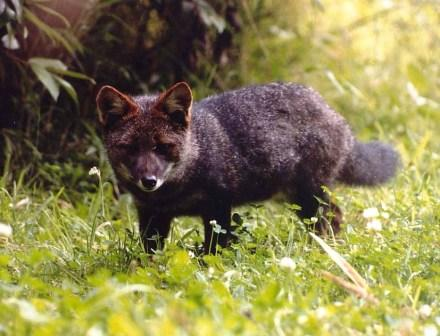

1975-ig úgy gondolták, hogy csak Chiloén él, de ekkor a szárazföldön fekvő közeli Nahuelbuta Nemzeti Parkban is megtalálták, 2013-ban pedig megerősítették előfordulását az Oncol Parkban és a Reserva Costera Valdiviana-ban. Korábban feltehetően nagyobb területen élt a kontinensen és a jégkorszak idején, amikor Chiloé egybefügött a szárazfölddel, került a szigetre. 15 000 évvel ezelőtt, azonban a tenger elválasztotta a szigetet és a Darwin-pamparóka populációja két részre szakadt. A Chiloé-szigeti populációját 250 egyedre, a kontinensen élők számát 70-re becsülik.
Elsősorban erdei állat, Chile mérsékelt övi esőerdeinek lakója. Éjszakai életmódot folytat, leginkább alkonyatkor és hajnalban aktív. A többi rókához hasonlóan nem specializálódott ragadozó, megeszik mindent amit el tud kapni, kisemlősöket, gyíkokat, bogarakat, esetleg madarakat; de elfogyasztja a gyümölcsöket, bogyókat és a dögöt is. 

## Természetvédelmi helyzete
A Darwin-pamparókának mára csak kb. 320 egyede maradt, ezért a Természetvédelmi Világszövetség kritikusan veszélyeztetett státuszba sorolta. Bár életterének nagy része nemzeti parkokra esik, a parkokon kívül élő rókák léte a favágás, orvvadászat és a kóbor kutyák (betegségek terjesztése és zsákmányejtés révén) miatt továbbra is veszélyben forog.  

## Fordítás
- Ez a szócikk részben vagy egészben  a   Darwin's fox című angol Wikipédia-szócikk ezen változatának fordításán alapul.  Az eredeti cikk szerkesztőit annak laptörténete sorolja fel. Ez a jelzés csupán a megfogalmazás eredetét és a szerzői jogokat jelzi, nem szolgál a cikkben szereplő információk forrásmegjelöléseként.